# Kazimiera Romanek
Kazimiera Romanek z domu Zabłocka (ur. 28 lipca 1915 w Żółkwi, zm. 16 marca 2008) – polska rolniczka, Sprawiedliwa wśród Narodów Świata.

## Życiorys
Przed wybuchem II wojny światowej Kazimiera Romanek wychowywała się w Żółkwi. W maju 1942 r. jako wdowa mieszkała tamże z rodzicami – Anielą i Ksawerym Zabłockimi oraz z synem, Tadeuszem. Romanek udzieliła schronienia Jafie i Miriam Janower, dzięki czemu siostry uniknęły wysiedlenia z pobliskiej Żółkiewki. Ukrywała Jafę i Miriam w swoim domu położonym na obrzeżu wioski do końca okupacji niemieckiej. Romanek zaopatrzyła siostry Janower w fałszywe dokumenty, zapewniała im pożywienie oraz transport. Po wyzwoleniu w lipcu 1944 r. Romanek zabrała siostry Janower do utworzonej w Lublinie instytucji żydowskiej, po czym nastąpiła emigracja sióstr do Izraela.
21 czerwca 1998 r. Instytut Jad Waszem uznał Kazimierę Romanek za Sprawiedliwą wśród Narodów Świata.
W 2007 r. Kazimiera Romanek została odznaczona przez Prezydenta RP Krzyżem Komandorskim z Gwiazdą Orderu Odrodzenia Polski.

### Ukrywający się
- Miriam Lichter
- Jafa Klinerman[2]